# Lampides espada
Lampides espada är en fjärilsart som beskrevs av Hans Fruhstorfer 1916. Lampides espada ingår i släktet Lampides och familjen juvelvingar. Inga underarter finns listade i Catalogue of Life.